# Георги Ников
Георги Николов Ников е български политик, деец на Вътрешната македоно-одринска революционна организация и на Българския земеделски народен съюз.

## Биография
Георги Ников е роден на 10 март 1898 година в бедно семейство в сярското село Горно Броди, което тогава е в Османската империя. Учи в Ксанти, но поради липса на пари, напуска училището. Влиза във ВМОРО и става привърженик на Яне Сандански. След като Горно Броди попада в Гърция след Междусъюзническата война в 1913 година, Ников се установява в Неврокоп. В Неврокоп става член на БЗНС и е сред основателите на местната земеделска дружба в 1914 година. При управлението на БЗНС от 1922 до 1923 година е секретар на Неврокопската община и окръжен организатор на партията. Ников е сред дейците на БЗНС, които искат сътрудничество с БКП.
След Деветоюнския преврат бяга в София, но дейци на ВМРО го убиват на 14 юни 1924 година в Дървеница.